# ژان خاکزاد
ژان خاکزاد روزنامه‌نگار و از برنامه‌سازان و مجریان رادیویی بود.

## تحصیلات و فعالیت‌های پیش از انقلاب
خاکزاد تا مقطع دکتری در رشته ارتباطات در فرانسه تحصیل نمود و سپس به ایران بازگشت و کار خود را با رادیو تلویزیون ملی ایران آغاز کرد. خاکزاد از سال ۱۳۵۵ تا پیش از انقلاب ۱۳۵۷، سردبیری بخش خبر را در شبکه یک رادیو ملی ایران عهده‌دار بود. وی به زبان‌های انگلیسی، فرانسه و آذری تسلط داشت.

## ترک ایران و ادامه فعالیت
او پس از انقلاب ناچار به ترک کشور شد و فعالیت رسانه‌ای خود را خارج از ایران ادامه داد. خاکزاد در سال ۱۳۷۸ همکاری خود را با بخش فارسی رادیو اروپای آزاد/ رادیو آزادی آغاز کرد وی ابتدا، در پی تأسیس رادیو آزادی به‌عنوان گزارشگر این رادیو در پاریس مشغول به کار شد و پس از راه‌اندازی رادیو فردا به پراگ، نقل مکان نمود و به‌مدت ۲۰ سال به عنوان تهیه‌کننده و مجری با این رسانه همکاری نمود. وی همچنین به مدت یک دهه تهیه و اجرای برنامه هفتگی «صدای شما» را برعهده داشت.

## درگذشت
خاکزاد در سال ۱۳۹۶ بازنشسته شد و سرانجام حوالی ظهر روز چهارشنبه ۱۶ بهمن ۱۳۹۸ (۵ فوریه ۲۰۲۰) در سن ۷۴ سالگی خانه‌اش در پراگ درگذشت.